# Hôpital civil (Strasbourg)
L'hôpital civil de Strasbourg est le site principal et historique des Hôpitaux universitaires de Strasbourg, le centre hospitalier universitaire (CHU) de la ville de Strasbourg. La première trace écrite de l'hôpital date de 1143 et situe sa fondation en 1119. C'est à l'origine un hôpital pavillonnaire qui comportera 45 bâtiments répartis sur 23 hectares au sud du centre de la ville de Strasbourg, et il le restera jusqu'à l'inauguration du "Nouvel Hôpital Civil" (NHC) en mars 2008, un hôpital-bloc ou monobloc qui réunit désormais une grande partie des services de l'ancien hôpital auparavant dispersés. Il possède depuis une capacité de 968 lits et 197 places. On trouve toujours dans l'enceinte de l'hôpital civil plusieurs bâtiments historiques ayant marqué l'histoire de la ville de Strasbourg, dont l'ancienne pharmacie ou encore la cave historique des hospices de Strasbourg, datant plus de 700 ans.

## Historique

### Le premier hôpital
La création d'un premier hôpital à Strasbourg daterait du XIIe siècle. Selon une légende, il aurait été fondé dans le « Strateburgum » (ancienne dénomination de Strasbourg) dès 657 par le Duc d'Alsace Etichon-Adalric d'Alsace, père de sainte Odile.
Un document conservé aux archives municipales de la ville de Strasbourg datant de 1143, la charte de l'évêque Burcard, situe sa fondation en 1119. Cet hôpital était sis à côté de la cathédrale de Strasbourg, rue du Vieil Hôpital. Cet hôpital restait cependant une institution religieuse  chargée des soins, plutôt spirituels que corporels, des malades et des mendiants.

### Le deuxième hôpital
L'air devenant nauséabond à la suite des épidémies de peste et de la famine qui décimaient la population de Strasbourg entre 1313 et 1316, l'hôpital fut transféré hors de l'enceinte de la ville près de la porte qui s'appelle « porte de l'Hôpital ». Étant hors des murs de la ville, il sera ensuite démoli (pour que l'ennemi ne l'utilise pas) vers la fin 1392-1393 au cours des combats entre les soutiens des différents compétiteurs à la succession de l'évêque Frédéric de Blankenheim.
À la suite de cette destruction, les malades sont soignés dans les locaux du « Stalhof » et du « Herrenstall » au Finkwiller et cela jusqu'à ce que l'hôpital soit installé dans ses propres locaux en 1398. Locaux se situant sur le terrain qu'occupe encore aujourd'hui l'hôpital. 
Dès leur création, vers 1395, la cave des Hospices participe à l'autosuffisance alimentaire de cette institution caritative, lui permettant de vivre en autarcie. En effet, à cette époque, en plus des malades, des pauvres et des personnes âgées (pensionnaires jusqu'à la fin de leurs jours), les religieux proposent aussi le gîte et le couvert aux pèlerins.
En 1428, une chapelle spécifique à l'hôpital est achevée.
À partir de 1555, seuls les bourgeois peuvent être admis comme pensionnaires.
Une boulangerie spécifique est ouverte en 1572.
Dès 1604, une voiture ambulance à cheval entre en service pour chercher, jour et nuit, les malades et les blessés sur la voie publique.
Le 4 novembre 1716, une laveuse déclenche un incendie dans la chambre des copeaux. Le feu s'étend de façon incontrôlable et tout l'édifice principal part en cendres. Seuls l'économat, la chancellerie, la boulangerie, les écuries et enfin la cave pourront être sauvés. En 1718, les travaux de reconstruction commencent par l'actuel bâtiment principal de la direction générale.
Le 8 mai 1738 un décret du Conseil des Treize institue des leçons pratiques à l'hôpital pour les étudiants de la faculté de médecine. Le professeur de pathologie Jean-Jacques Sachs obtient alors du Magistrat des lits pour instruire ses étudiants à l'hôpital civil. La clinique trouve son entrée dans les modalités d'enseignement pratique.
En 1734, le Magistrat de la ville crée la première école de sages-femmes.
De nouveaux bâtiments sont construits en 1840-1841 vers l'actuel quai Saint-Nicolas.

### Strasbourg, capitale du Reichsland d'Alsace-Lorraine
À la suite de la guerre de 1870, Strasbourg devient allemande. Afin d'affirmer le rayonnement intellectuel et scientifique allemand, les autorités recrutent et mettent en chantier un vaste ensemble de nouvelles constructions qui deviendront des « instituts » de la faculté de médecine de Strasbourg (anatomie, anatomie-pathologique et histologie ; physiologie ; pharmacologie ; biophysique ; chimie biologique, hygiène et bactériologie) et des « cliniques » de l'hôpital de Strasbourg.
Une nouvelle convention, datée du 30 octobre 1872, entre l’université et l’hôpital fixe les conditions matérielles et de maintenance des cliniques. Ainsi l’hôpital paye pour la maintenance (chauffage, éclairage, gaz, eau…) et l’université paye annuellement la partie qui lui revient.
Entre 1881 et 1914, plus d'une dizaine de cliniques et services sont aussi mis en place :
- 1881, mise en service de la clinique chirurgicale A ;
- 1885, mise en service de la clinique psychiatrique ;
- 1887, mise en service de la clinique gynécologique et obstétricale ;
- 1891, mise en service de la clinique ophtalmologique ;
- 1901, mise en service de la clinique médicale A ;
- 1902, création d’une clinique dentaire scolaire[4] ;
- 1910, mise en service de la clinique infantile (en allemand : Kinderklinik)[5] ;
- 1911, mise en service de la maternité ;
- 1912, mise en service de la clinique neurologique et du service central de radiologie et de physiothérapie ;
- 1914, mise en service de la clinique médicale B et de la clinique chirurgicale B.

Les allemands mettent en place un système qui préfigure les centres hospitalo-universitaires, notamment la présence de médecins universitaires à temps plein dans les services.

### L'entre-deux-guerres
En 1919, l'Alsace-Lorraine retourne à la France.
L’université de Strasbourg est inaugurée le 23 novembre 1919, la faculté de médecine prend la place de l’ex faculté allemande, prenant aussi le contrôle des instituts et cliniques. L’université de Strasbourg suit ainsi le point de vue du Président de la république française Raymond Poincaré selon lequel les universités doivent s’adapter aux singularités locales, point de vue soutenu aussi par le Directeur de l’enseignement supérieur Alfred Coville. Cependant la séparation entre locaux de la faculté et de l’hôpital n’est pas évidente du fait d’un grand enchevêtrement entre les deux, autant au point de vue physique, que financier. Weiss reconnaît en 1919 que la conservation de l’organisation allemande est favorable à l’embauche de personnel d’élite et donne une impulsion à la recherche dans la nouvellement fondée faculté.
En 1919, le ‘’laboratoire régional de bactériologie’’, contrôlé par le ministère de l’Hygiène, est installé dans les locaux de l’institut d’hygiène et de bactériologie.
En 1920 le commissaire général de la république de Strasbourg met en place une commission technique consultative pour mettre en place une convention entre université et hôpital, et de liquider les dettes en cours. Devant la complexité des relations, il est décidé que l’État paye une somme fixe à l’hôpital pour l’entretien des locaux d’enseignement de la faculté (ce qui comprend les soins médicaux des employés, l’eau, électricité, le gaz et la maintenance des routes) et l’hôpital prend en charge les huit services dont il partage l’usage (médicale A, chirurgicale A, gynécologie et obstétrique, ancienne dermatologie, ophtalmologie, neurologie, psychiatrie et ORL). L’hôpital prend donc en charge (salaires, chauffage, éclairage, électricité, eau) ces huit services, les autres (médicale B, chirurgicale B, nouvelle dermatologie, infantile), dans lesquelles la faculté de médecine assure l’enseignement, restant à la charge de l’université. Cette convention exclut la maternité et le service de maladies chroniques, des services spécifiques de l’hôpital, la clinique dentaire et les instituts scientifiques spécifiques de la faculté. Entre 1922 et 1924, une série de conventions de cinq ans est signée entre l’hôpital de Strasbourg, financé par la ville de Strasbourg, et le ministère de l’Instruction publique qui est chargé du financement des universités françaises.
La difficulté d’appliquer des conventions de 1922-1924 entraîne une forte tension entre faculté et hôpital et des fréquents contrôles de la part du ministère des Finances (11 rapports et mémoires entre 1920 et 1939). Le sommet de cette tension conduit à un renoncement aux conventions par l’hôpital en 1926, ce qui conduit à un non-paiement des frais de maintenance pendant les 8 années suivantes.
Le développement de l'hôpital continue aussi avec la mise en service en 1928 de l'institut d'histologie et en 1930 de la nouvelle clinique ORL, de l'institut d'hygiène et de bactériologie, ainsi que de la nouvelle clinique dermatologique.
À la suite des impayés des conventions université-hôpital, la Cour des comptes lance, en 1934, une expertise financière des laboratoires des instituts d’anatomie pathologique et de la clinique médicale B, ainsi que de la chaire d’hydrologie thérapeutique et de climatologie pour la période 1924 à 1934.
Le 28 octobre 1935, les Hospices civils de Strasbourg et la faculté de médecine signent une nouvelle convention. Cette convention retransférait toutes les cliniques sous le contrôle de l’hôpital de Strasbourg, mais les laboratoires des cliniques et les instituts scientifiques restent sous le contrôle de la faculté. L’hôpital ne possédant pas de laboratoires est alors obligé de sous-traiter, en général contre financement, les analyses médicales aux laboratoires de la faculté. Ces laboratoires, appelés ‘’laboratoires conventionnés’’, proposent leurs services aussi bien à l’hôpital public qu’au secteur privé. Cependant la situation financière reste encore assez confuse comme le montre le contrôle suivant de la cour des comptes en 1937.
L'année 1936 verra la mise en service d'un centre de lutte contre le cancer.
En 1939 l'histologie et de l'ophtalmologie sont ouverts à l'Enseignement public.
Après la déclaration de guerre de 1939, la ville de Strasbourg est déclarée zone militaire par l'État-major français et évacuée d'office. La faculté de médecine de Strasbourg, avec ses instituts, ses cliniques, et tout leur matériel (bibliothèques, instruments, chaises, tables, lits des malades…) rejoint donc l'école de médecine de Clermont-Ferrand. Les hospices civils sont évacués principalement dans la cité-sanitaire de  Clairevivre dans la région de Salagnac. Ils y restent de septembre 1939 à septembre 1940. Ils n'existent plus à Strasbourg et les seuls médecins qui sont dans la ville s'occupent des quelques "Équipes Civiles" ayant pour mission de patrouiller autour des blocs d'immeubles pour empêcher le pillage.

### La Seconde Guerre mondiale
Après l'Armistice de juin 1940, les nazis annexèrent l'Alsace-Lorraine. Le retour des Hospices civils de Strasbourg en Alsace est réalisé du 1er septembre au 21 octobre 1940 en utilisant 7 trains spéciaux rapatriant 1 735 personnes et tout le matériel dans 166 fourgons. Certains médecins et personnels technique décident de rester à Clairvivre où ils constituent l'équipe de l'Hôpital des réfugiés de la Dordogne créé, pour continuer à assurer le suivit sanitaire des Alsaciens refusant de revenir dans leur région. Cet hôpital apportera une aide médicale à la Résistance locale ce qui lui vaudra le surnom « d'Hôpital de la Résistance ». A la libération de l'Alsace, les personnels réintégreront les Hospices à Strasbourg.
Les transactions pour la nomination des différents professeurs de la nouvelle Reichsuniversität Strassburg débutent dès janvier 1941. D'un autre côté, les Allemands vont aussi commencer à rénover, à remeubler, à construire, à reconstituer les bibliothèques et à installer des appareillages sophistiqués pour les instituts (de recherche de médecine, d'anatomie, de physiologie, de chimie physiologique, d'anatomie pathologique, d'anatomie pathologique expérimentale, d'hygiène, de pharmacologie, de médecine légale et de criminologie, de rééducation fonctionnelle) et les cliniques (médicale, chirurgicale, gynécologique, neuropsychiatrique, pédiatrique, ophtalmologique, ORL, dermatologique, dentaire, orthopédique). En parallèle à tous ces investissements, les allemands récupèrent aussi, dès 1941, tous les livres et tout le matériel scientifique des différents Instituts de l'université qui ont été évacués à Clermont-Ferrand, mais aussi à Paris, Bordeaux, Lyon, et en Dordogne.
L'importance (militaire) de certains instituts de la « Reichsuniversität Strassburg » est telle qu’ils sont évacués dès le débarquement des Alliés en Normandie en juin 1944, ainsi l’institut de recherche de la faculté de médecine reçoit l'ordre de se replier sur Tauberbischofsheim et sur Wurtzbourg. Les professeurs Bickenbach et Fleischmann emportent donc le radium et le béryllium à l’institut de gynécologie de Wurtzbourg et l’appareillage (y compris le microscope électronique) au château de Weikersheim.

Finalement, étant donné la menace de l'avance alliée, le ministre de l'Éducation, Rust, ordonne l'évacuation de la « Reichsuniversität Strassburg » dans la deuxième semaine d'octobre 1944. Hermann Göring, en tant que Président du Conseil de la Recherche du Reich, ordonne quant à lui l'évacuation des instituts de la Reichsuniversität Strassburg s'occupant de « travaux d'intérêt de guerre », ce qui concerne tous les instituts de la faculté de médecine. Les instituts et leur matériel (livres, registres, lampes, appareils, chaises, armoires…) sont envoyés à Tübingen, puis aux alentours.
Le 23 novembre 1944 au matin les troupes alliées, menées par les troupes de la 2e division blindée du général Leclerc, prennent le contrôle de l'hôpital.

### L'hôpital après-guerre
Les années 1960 voient la faculté de médecine quitter ses locaux au sein de l'hôpital avec la construction, sur un terrain situé à côté des Hospices Civils, des principaux bâtiments de la faculté de médecine actuelle. Mais aussi la construction d'un nouveau bâtiment pour la chirurgie A.
Après un rapport très critique de la cour des comptes, le président de l’université Louis-Pasteur et le directeur des hôpitaux de Strasbourg considérant que l’activité des ‘’laboratoires conventionnés‘’ dépasse le cadre financier normal géré par l’université (en 1990 le revenu des ‘’laboratoires conventionnés’’ représente 10 % du budget universitaire), demandent en 1999 une évaluation et une expertise par l’État des relations entre des laboratoires conventionnés de la faculté de médecine et hôpital public. Le résultat de cette expertise a été le transfert à l’hôpital des ‘’laboratoires conventionnés’’ au début des années 2000.

### Construction et mise en service du NHC (2008)
En 2000 commencent les travaux du bâtiment du Nouvel Hôpital civil (NHC) conçu par l’architecte Claude Vasconi. Il a été mis en service en 2008 après huit années de travaux. Prévu au départ pour accueillir les seules spécialités cardio-pulmonaires médicales et chirurgicales et s’intégrer au vaste ensemble « historique » de l’hôpital, le programme du NHC s’est considérablement élargi pour abriter 22 pôles de soin (715 lits, 2 700 agents dont 500 médecins) sur une surface totale de 90 000 m2 répartis sur huit niveaux, dont deux sont situés sous la surface du sol.

### Restructuration progressive du site (années 2010)
Depuis 2008, une partie des services de l’hôpital a ainsi été transférée dans les locaux du NHC voire sur le site de Hautepierre (neurologie), laissant vides plusieurs bâtiments. Si les bâtiments les plus anciens sont conservés, des bâtiments plus récents (XXe siècle) ont été ou seront démolis pour laisser place à des projets nouveaux. Ainsi, l’ancienne Médicale A, le pavillon Pasteur (ancienne réanimation médicale) et les anciennes archives ont été démolis en 2012 pour laisser la place au Pôle d’administration publique de Strasbourg et au Pôle de compétence en propriété intellectuelle, un grand projet universitaire, dans lequel devrait s’intégrer notamment l’Institut d'études politiques de Strasbourg,,. De même, l'ancienne maternité a été démolie en 2014 pour laisser la place à l'Institut hospitalo-universitaire de Strasbourg, spécialisé dans la chirurgie guidée par l'image, et la clinique chirurgicale A a laissé la place à un parking réservé au personnel.
L'ancien pavillon Leriche a été entièrement réhabilité de 2009 à 2011  et joint à l'ancienne Faculté dentaire à laquelle il est aujourd'hui attribué pour l'enseignement et les soins (clinique dentaire).
L'ancien pavillon d'isolement de la chirurgie B a par ailleurs été rénové puis mis à disposition de l'association Ithaque en 2016 pour y gérer une salle de consommation à moindre risque.
Un projet de rénovation construction de la partie sud du site est actuellement en préparation, le technoparc Nextmed. Il s'agit de construire des bâtiments et de rénover le pavillon ORL et ses extensions et le pavillon Blum (ancien laboratoire et amphithéâtre de la clinique médicale B) pour y implanter des activités de recherche et développement en technologies médicales.
Les pavillons toujours en service ce jour pour des activités de soins ambulatoires, de consultations et/ou d'hospitalisation sont notamment les cliniques médicale et chirurgicale B, la clinique psychiatrique, l'ancienne clinique ophtalmologique et la clinique dermatologique. D'autres bâtiments accueillent toujours des activités universitaires, l'administration ou les services support de l'hôpital (crèche, syndicats, sécurité...).
Enfin de nombreux bâtiments sont ce jour en partie ou totalement désaffectés : pavillon ORL, clinique neurologique, services techniques notamment les anciennes cuisines centrales, le « sous-marin » (ancien bâtiment destiné à la recherche).

## Patrimoine
Plusieurs éléments, dont la tour-porte médiévale, la salle d'anatomie et le pavillon animalier, font l'objet d'une inscription aux Monuments historiques.
L'enceinte de l'hôpital abrite également plusieurs statues qui illustrent l'histoire de la médecine à Strasbourg.

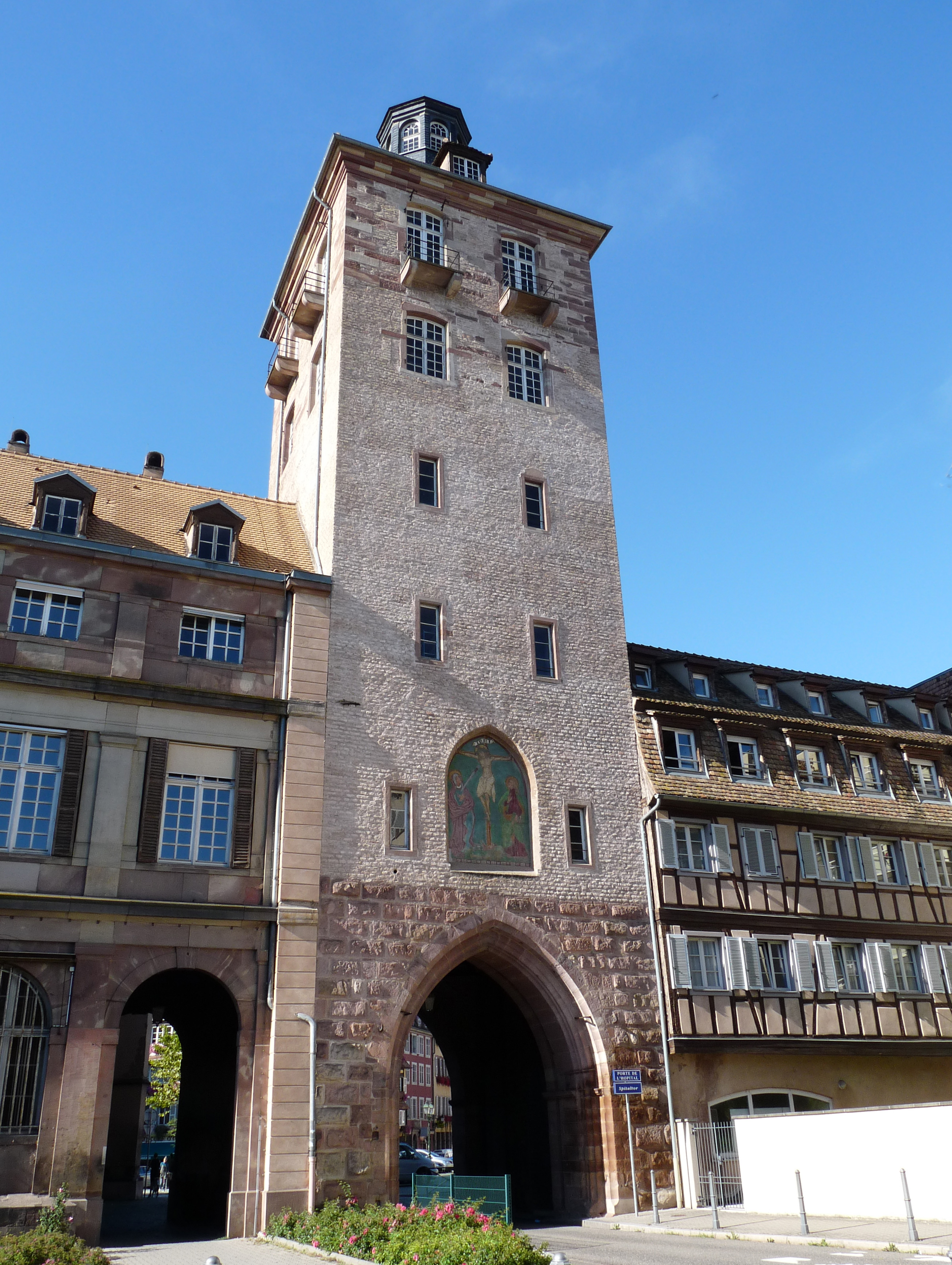
La tour-porte
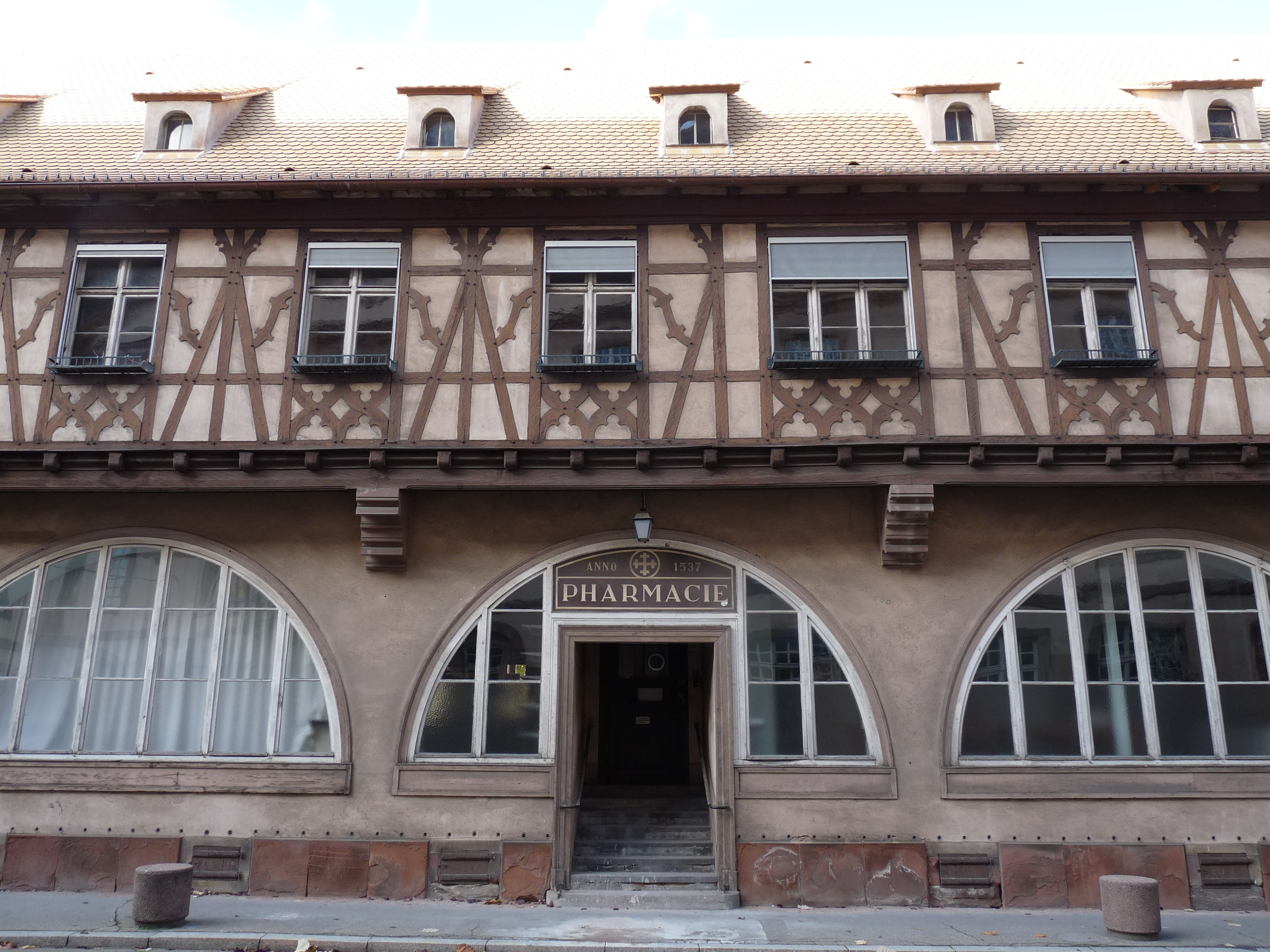
L'ancienne pharmacie (1537)
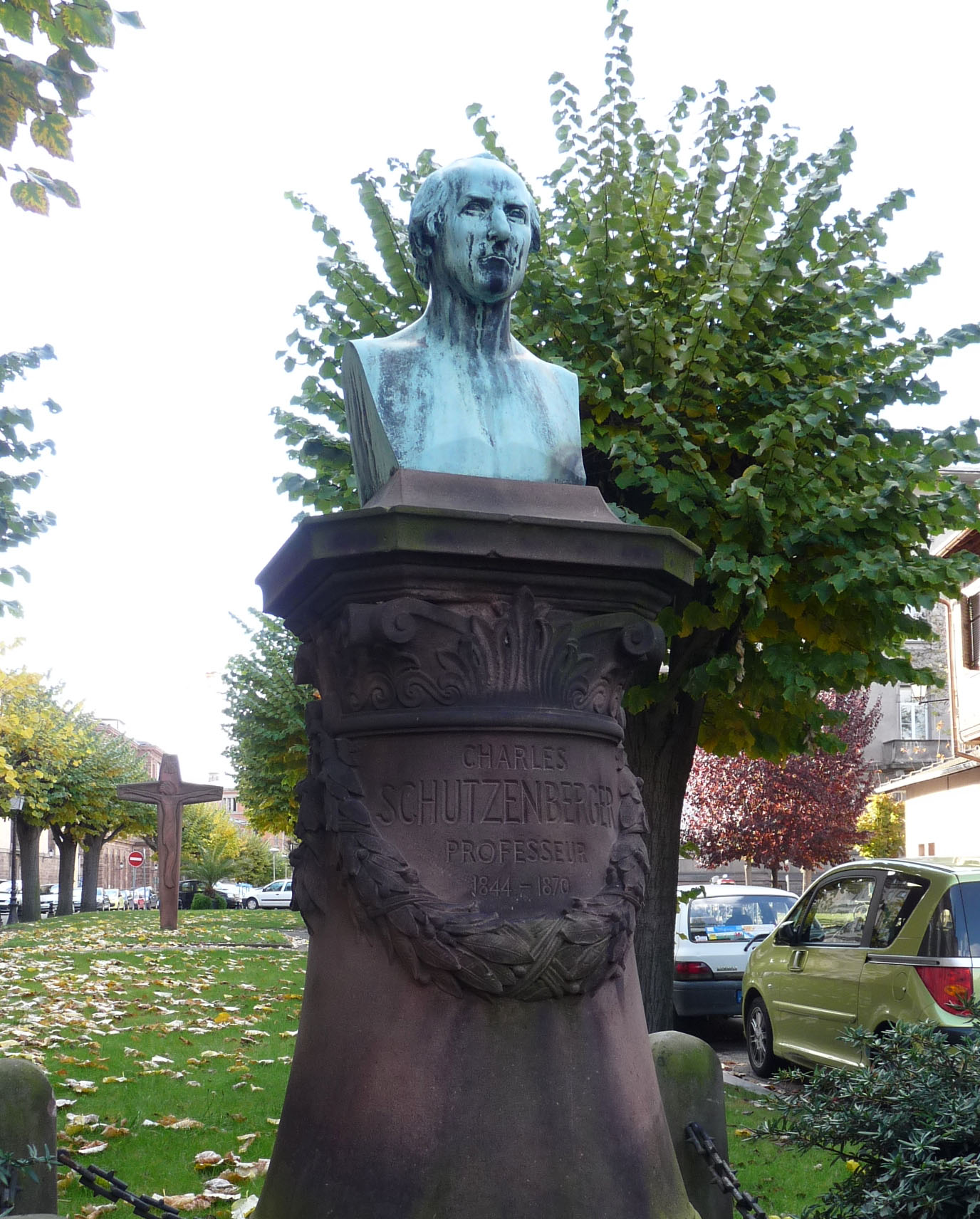
Charles Schützenberger (sculpt. Philippe Grass)
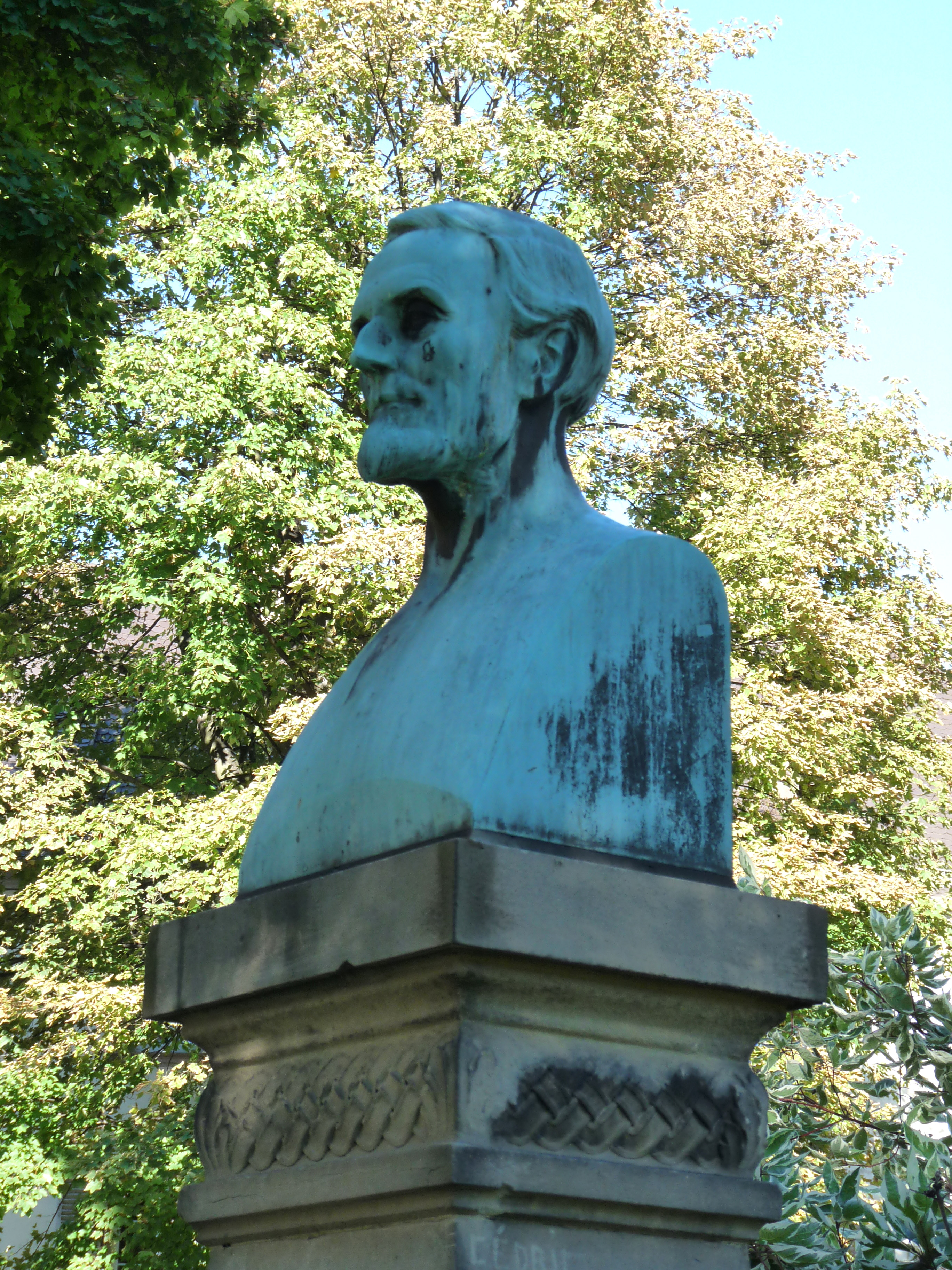
Eugène Boeckel (sculpt. Alfred Marzolff)
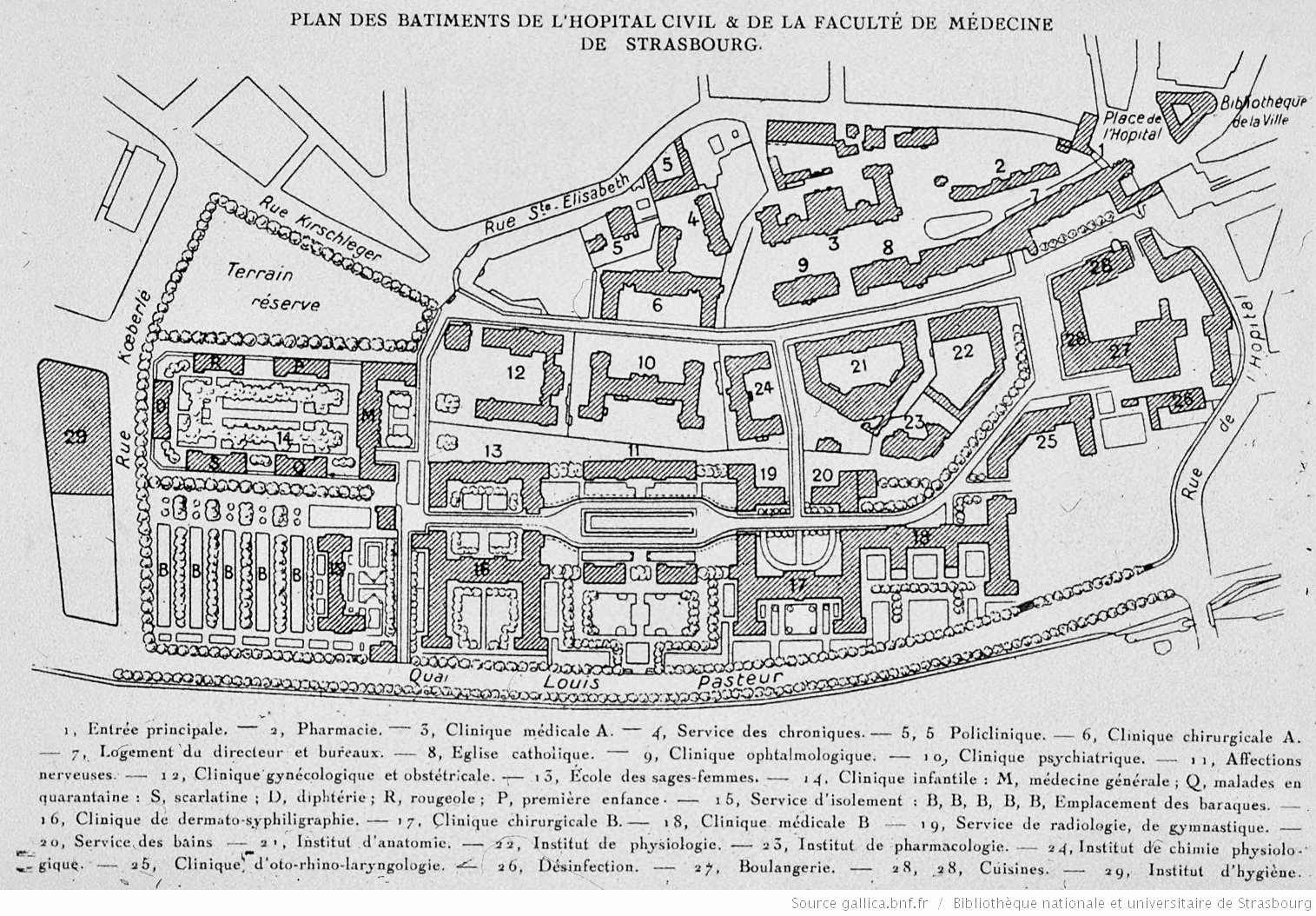
Plan des bâtiments de l'Hôpital civil et de la Faculté de médecine de Strasbourg (1921)

## Les différents sites de l'Hôpital civil

### L'Hôpital pavillonnaire
L'hôpital civil comporte de nombreuses cliniques et instituts à activité clinique, de recherche ou d'enseignement : clinique psychiatrique et centre psycho-thérapeutique pour enfants et adolescents, clinique médicale B, clinique chirurgicale B, clinique dermatologique, clinique dentaire, institut d'anatomie, institut de physique biologique.

### Le nouvel Hôpital civil (NHC)
C'est sur le site de l'hôpital civil qu'a été construit, entre décembre 2000 et juin 2007, le nouvel Hôpital civil (NHC), un bâtiment de type monobloc réalisé par le cabinet d'architecture Claude Vasconi. Il a été inauguré en mars 2008 et a une capacité d’accueil de 715 lits et places. Le NHC représente une surface totale de 90 000 m2 répartis sur 8 niveaux ; il emploie 2 700 agents des hôpitaux universitaires, dont 500 médecins.

### Les sites de formation et de recherche
Le site de l'Hôpital civil correspond au campus Médecine de l'université de Strasbourg. Les hôpitaux universitaires de Strasbourg (HUS) sont associés à l'université dans la formation des médecins et des chirurgiens-dentiste. On trouve sur le campus la faculté de médecine de Strasbourg et la faculté de chirurgie dentaire.
De plus, de nombreux centres de recherches sont situés à l'Hôpital civil, comme l'Institut de recherche contre les cancers de l'appareil digestif (Ircad) fondé et dirigé par le professeur Jacques Marescaux.

## Accessibilité
L'Hôpital civil est desservi depuis 1994 par la ligne A du tramway de Strasbourg et depuis 1998 par la ligne D via la station Porte de l'Hôpital ainsi que par la ligne de bus C1 de la CTS, à l'arrêt Hôpital Civil.